# Roberto Ferraris
Roberto Ferraris, född 16 januari 1952 i Neapel, är en italiensk före detta sportskytt.
Ferraris blev olympisk bronsmedaljör i snabbpistol vid sommarspelen 1976 i Montréal.